# Comité de la marine et des colonies
Le Comité de la marine et des colonies est un comité mis en place par la Convention nationale pendant la Révolution française. Ce comité devait préparer les travaux de la Convention relatifs à tout ce qui pouvait concerner la marine. Il était en outre chargé de rédiger le projet de constitution pour les colonies et de présenter les rapports sur tous les problèmes de la vie coloniale. 
Il est divisé en six sections :
1. Ports, armements, mouvement de forces navales, inspection des fonderies, manufactures d'armes, bâtiments civils ;
2. Approvisionnements et munitions, nouveaux procédés et inventions concernant la marine, dépenses générales, chiourmes, hôpitaux ;
3. Police des ports de commerce, mouvements de bâtiments de la marine marchande, contrôle des rôles de l'équipage, levées et conduite des gens de mer ;
4. Comptabilité de la marine et des colonies, prises, correspondance générale ;
5. Comptoirs et établissements sur les côtes de l'Afrique et dans l'Inde, troupes coloniales ;
6. Nominations et promotions, mouvements de troupes dans les colonies, admission à la demi-solde.

Parmi ses membres figuraient Paul Barras, ci-devant noble et officier dans les troupes coloniales, Joseph Fouché ou encore Marc-Antoine Granet.